# Lípy na Božích mukách
Lípy na Božích mukách je skupina památných stromů u vsi Milínov, západně od Sušice. Šestice lip malolistých (Tilia cordata) roste u křížku, přibližně 300 m západně od silnice Hlavňovice – Suchá. Obvody jejich kmenů měří od 151 do 485 cm (měření 2001). Lípy jsou chráněny od roku 2001 jako krajinná dominanta a součást památky.

## Galerie

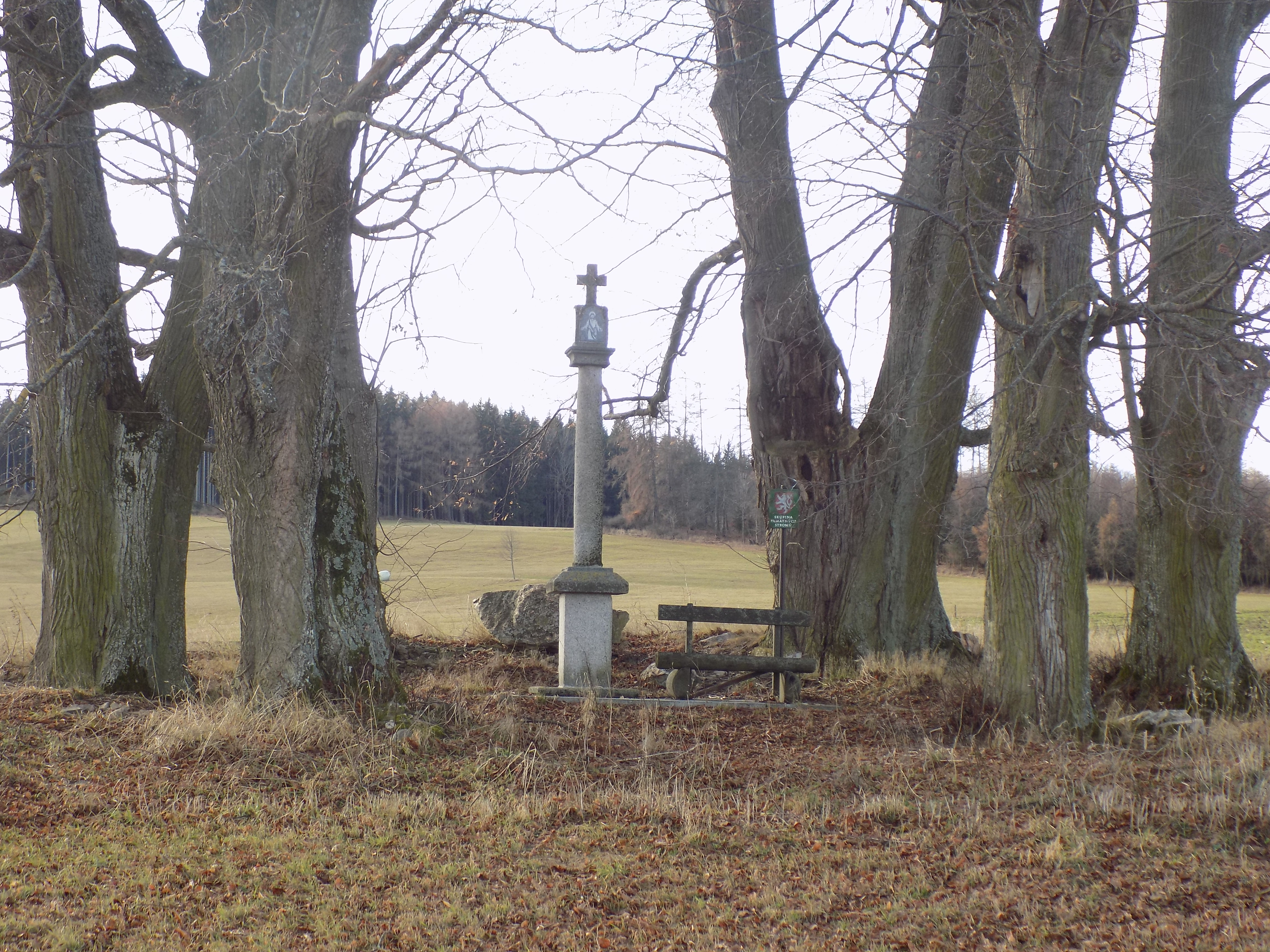
Lípy s pomníkem
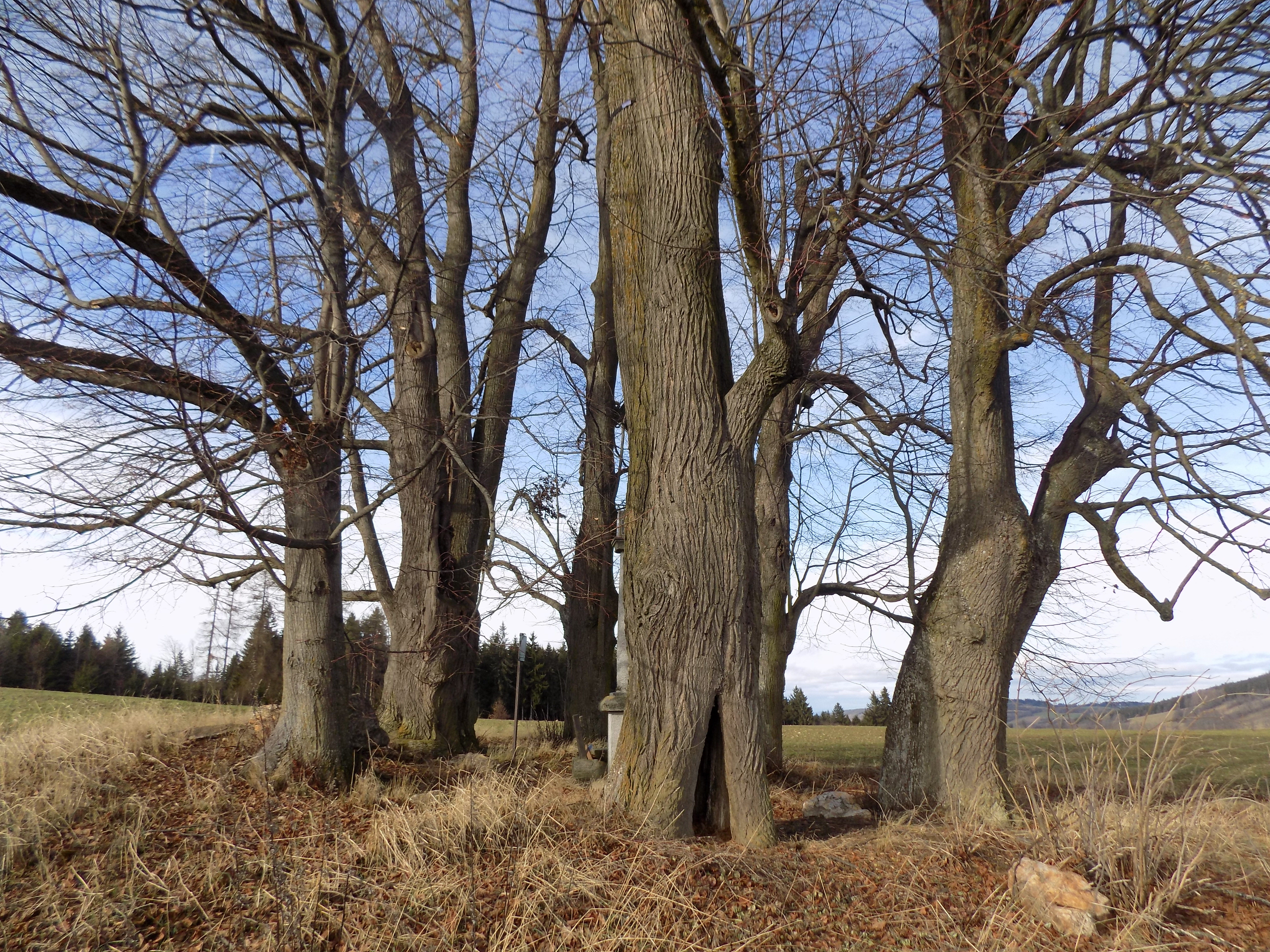
Kmeny památných lip
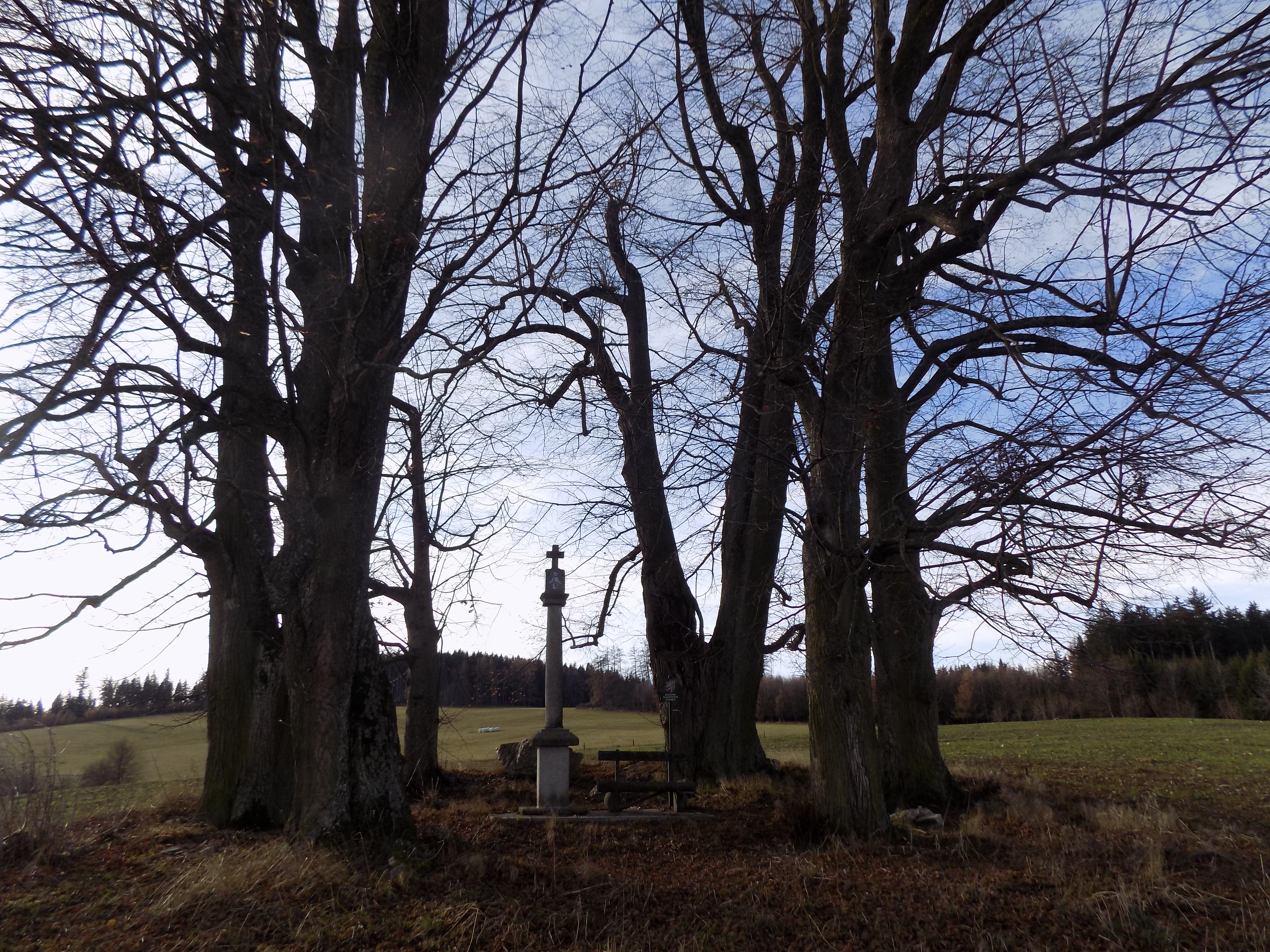
Skupina lip